# آقاسلیم چیلداق
آقاسلیم چیلداق (ترکی آذربایجانی: Aghasalim Childagh; ۱ فوریهٔ ۱۹۳۰
 – ۸ آوریل ۲۰۰۸ نوازنده سبک موسیقی میخانه اهل کشور جمهوری آذربایجان بود. او در سراسر قفقاز محبوب بود و در اواخر دهه ۱۹۸۰ و اوایل دهه ۱۹۹۰ به اوج حرفه خود رسید.
وی همچنین برندهٔ جوایزی همچون نشان شهرت شده است.